# Даптомицин
Даптомицин (Daptomycin) — новый антибиотик из группы циклических липопептидов. Используется в лечении инфекций, вызванных грамположительными бактериями. Изначально выделен в Eli Lilly and Company в 1985 году из почвенного микроорганизма Streptomyces roseosporus. С 1997 года патент на лекарство принадлежит Cubist Pharmaceuticals Inc, оно продается под названием Cubicin.

## Спектр активности
Препарат проявляет бактерицидную активность в отношении чувствительных грамположительных микроорганизмов. Наиболее чувствительны: Staphylococcus aureus, Staphylococcus haemolyticus, коагулазо-негативные стафилококки, Streptococcus agalactiae, Streptococcus dysgalactiae subsp equisimilis, Streptococcus pyogenes, стрептококки группы G, Clostridium perfringens, Peptostreptococcus spp. 
Даптомицин эффективен у пациентов с осложнёнными инфекциями кожи и мягких тканей (раневые инфекции, подкожные абсцессы), с бактериемией, вызванной золотистым стафилококком, при инфекционном эндокардите.

## Побочные эффекты
В клинической практике нежелательные явления отмечались очень редко (≤1/10000): гиперчувствительность (отдельные спонтанные сообщения), включая легочную эозинофилию, везикулезно-буллезную сыпь с вовлечением слизистых оболочек и ощущением отёка ротоглотки, анафилаксия; постинфузионные реакции, включающие тахикардию, свистящее дыхание, лихорадку, озноб, системную гиперемию, головокружение, обморок; металлический привкус во рту. Повышение активности трансаминаз 1–3 степени, исчезающее после прекращении терапии препаратом. Рабдомиолиз отмечался у пациентов с ранее существовавшей почечной недостаточностью или при одновременном применении препарата с лекарственными препаратами, вызывающими рабдомиолиз. 